# Elmeca-Gilera
Elmeca-Gilera is een Italiaans historisch merk van motorfietsen.
De bedrijfsnaam was: Elettromeccanica Cafasse, later Elaborazioni Meccaniche Cafasse, Cafasse, Torino.
Elettromeccanica Cafasse ontstond in 1973 toen Piero Chiantelassa de benzinepompenfabriek van zijn vader erfde. Piero was bezield motorrijder die ook al dealer van Husqvarna geweest was.
Chiantelassa en de Piaggio-ingenieur Martini kwamen op het idee onder de naam Elmeca-Gilera motorfietsen te gaan maken. Dit omdat Piaggio in 1974 had besloten de terreinsport op te geven en Martini het zonde vond om de opgedane ervaringen verloren te laten gaan.
In 1975 werd een contract tussen beide firma’s gesloten en was Elmeca-Gilera een feit. In 1976 waren er dealers gevonden en kwamen de eerste terreinmotoren van Elmeca-Gilera op de markt. Deze 125cc-modellen waren direct succesvol in wedstrijden. Elmeca zorgde voor een goed frame en de blokken kwamen uiteraard van Gilera. Aanvankelijk ging het goed: Dario Nani presteerde goed in nationale- en internationale wedstrijden en in het eerste jaar werden al 600 cross- en enduromotoren verkocht. Men moderniseerde de motor, die uit 1974 stamde, echter niet en eind 1976 liepen de verkoopaantallen al terug. In 1977 presenteerde men nieuwe modellen, zowel voor enduro als motorcross, waardoor men weer beter mee kon komen. In 1979 besloot Piaggio dat men onder de naam Gilera weer aan terreinsporten wilde gaan deelnemen waardoor de productie van de Elmeca-Gilera’s werd gestaakt.